# Lockdown (2020)
Lockdown is een miniserie die in 2021 werd uitgezonden op de Vlaamse televisiezender Eén. De reeks bestaat uit 12 kortfilms die werden opgenomen op dezelfde locatie, maar telkens met een andere cast en een ander verhaal.
De reeks werd in het voorjaar van 2020 ontwikkeld door Gilles Coulier en Maarten Moerkerke, nadat de Coronacrisis in België tot een zogenaamde lockdown had geleid en vele audiovisuele producties voor onbepaalde tijd moesten worden stilgelegd. Door te werken met een gevangenisdecor waarin de acteurs van elkaar worden gescheiden door een glazen wand, konden de opnames plaatsvinden conform de toen geldende veiligheidsmaatregelen. 

## Aflevering 1 - 18 januari 2021
| Nr. | Titel | Regie          | Scenario                         | Acteurs                                                | Speelduur  |
| --- | ----- | -------------- | -------------------------------- | ------------------------------------------------------ | ---------- |
| 1   | Zuur  | Robin Pront    | Robin Pront, Kevin Meul          | Matthias Schoenaerts, Veerle Baetens, Greet Verstraete | 11 minuten |
| 2   | 2055  | Wouter Bouvijn | Wouter Bouvijn                   | Peter Gorissen, Tom Vermeir                            | 11 minuten |
| 3   | Nadja | Kaat Beels     | Stefanie Vanhecke, Jan Pepermans | Emilie De Roo                                          | 11 minuten |

## Aflevering 2 - 19 januari 2021
| Nr. | Titel           | Regie                    | Scenario                 | Acteurs                                                              | Speelduur  |
| --- | --------------- | ------------------------ | ------------------------ | -------------------------------------------------------------------- | ---------- |
| 1   | Zoveel...       | Maarten Moerkerke        | Josse De Pauw            | Bart Hollanders, Kim Snauwaert, Wim Verachtert, Roxanne Sarkozi      | 10 minuten |
| 2   | Franky & Mariel | Jan Eelen                | Jan Eelen                | Josse De Pauw, Marjan De Schutter                                    | 14 minuten |
| 3   | Stella          | Christina Vandekerckhove | Christina Vandekerckhove | Dominique Van Malder, Peter Van den Begin, Piet Baert, Billie Valcke | 11 minuten |

## Aflevering 3 - 20 januari 2021
| Nr. | Titel         | Regie                         | Scenario                                      | Acteurs                                                            | Speelduur  |
| --- | ------------- | ----------------------------- | --------------------------------------------- | ------------------------------------------------------------------ | ---------- |
| 1   | A Plus Jamais | Gilles Coulier                | Jonas Geirnaert, Julie Mahieu, Gilles Coulier | Mounir Aït Hamou, Johan Leysen, Isabelle Van Hecke, Mounir Hathout | 10 minuten |
| 2   | Echo          | Kato De Boeck, Flo Van Deuren | Kato De Boeck, Flo Van Deuren                 | Maaike Neuville, Circé Lethem                                      | 9 minuten  |
| 3   | Transfer      | Jonas Govaerts                | Joey O'Bryan                                  | Gene Bervoets, Anne-Laure Vandeputte, Sergej Lopouchanski          | 12 minuten |

## Aflevering 4 - 21 januari 2021
| Nr. | Titel           | Regie                   | Scenario                         | Acteurs                                           | Speelduur  |
| --- | --------------- | ----------------------- | -------------------------------- | ------------------------------------------------- | ---------- |
| 1   | Claude M.       | Dorothée Van Den Berghe | Michael De Cock                  | Sara De Roo, Sachli Gholamalizad                  | 11 minuten |
| 2   | Nora & Sam      | Frederike Migom         | Frederike Migom, Laura Schroeder | Tine Embrechts, Joke Devynck, Mathias Van Mieghem | 11 minuten |
| 3   | Het slachtoffer | Michaël R. Roskam       | Dimitri Verhulst                 | Antoine Princen, Olivier Bony                     | 13 minuten |